# Guvernoratul Abyan
Abyan (în arabă:أبين) este un guvernorat în Yemen. Reședința sa este orașul Zinjibar.